# Rivière à la Chienne
La rivière à la Chienne est un cours d'eau coulant dans le territoire non organisé de la Rivière-de-la-Savane, dans la municipalité régionale de comté de Mékinac, dans la région administrative de la Mauricie, au Québec, au Canada. Cette rivière fait partie du territoire de la Réserve faunique du Saint-Maurice.
Le parcours de la rivière traverse les cantons (en ordre descendant) : de Livernois, de Normand, de Livernois, de Bréhault, de Badeaux et d'Arcand.
Depuis le milieu du XIXe siècle, la foresterie est la base de l'économie de ce secteur forestier et montagneux. Dès le XXe siècle, les activités récréotouristiques ont été mis en valeur. Le secteur comporte les hameaux Dépôt-à-la-Chienne au nord du lac à la Chienne et le camp de bûcheron au Petit lac Sergerie. Ce secteur comporte une ancienne piste d'avion à 0,84 km au sud de l'embouchure du lac Clelan (dans le canton de Livernois) lequel se décharge vers le sud sur 2 km (mesuré par le courant) ou 1,4 km (en ligne directe) pour aller rejoindre la rivière à la Chienne.

## Géographie
La rivière à la Chienne tire sa source principale au lac à la Chienne (altitude de 412 m) situé à cheval entre le canton de Bréhault et le canton de Badeaux. Ce lac a une longueur de long de 4 km et une largeur maximale de 1,6 km ; il comporte deux îles. Ce lac s'approvisionne du côté est par les lacs Ruth (altitude : 417 m), Narrow (altitude : 424 m) et Willard (altitude : 439 m) ; et du côté sud-ouest par la décharge du lac des Chaussées (altitude : 468 m) ; et du côté nord par la rivière à la Chienne qui se déverse dans le lac à la Chienne à la hauteur du Dépôt-à-la-Chienne.
Le haut de cette rivière draine les eaux notamment des lacs Kakinokamak (lac de tête), Long (2e lac de tête), Alice, Beaver, Clelan, Télescope, au Raton, du Camp, Cécile, de la Tempête et Madelon. Le segment de rivière entre le lac du Camp et le lac à la Chienne comporte de nombreux petits serpentins. Un important milieu humide est situé entre le lac Clelan et le lac du Camp (situé dans le canton de Normand).
Dans sa descente, la rivière à la Chienne traverse plusieurs lacs dont les lacs du camp (altitude : 417 m), à la Chienne (altitude : 412 m), Badeaux (altitude : 412 m), de l'écluse (altitude : 409 m), Laferté (altitude : 297 m), Petit lac Sergerie (altitude de 289 m) (ce lac reçoit les eaux du ruisseau Sergerie et où un camp de bûcherons y est aménagé), et le lac Plat (altitude de 289 m).
La partie supérieure du bassin versant de la rivière à la chienne contourne en demi-lune le versant du lac des Aigles (long de 3,7 km, largeur max. de 2,4 km, altitude de 420 m) et du Petit lac des Aigles (long de 2,9 km, largeur max. de 0,4 km, altitude de 429 m). Les bassins versants voisins de celui de la rivière à la chienne sont :
- du côté est, la rivière des Aigles qui reçoit les eaux du ruisseau Spectacle (provenant du lac Spectacle) et du Crique Philippe ; coulant vers le sud, la rivière des Aigles se déverse dans la rivière Matawin entre les rapides du Petit Aigle et les Rapides Lapointe ;
- du côté ouest, la rivière Lachance (dont le plan d'eau principal est le lac Lachance) et le ruisseau Anto ;
- du côté nord, la rivière de la Savane, qui se dirige vers le nord-ouest pour se déverser dans la rivière Vermillon.

La rivière à la Chienne coule vers le sud, en territoire forestier. L'embouchure de la rivière à la chienne (altitude : 284 m) se déverse sur la rive nord de la rivière Matawin à environ 950 m en amont de l'embouchure du ruisseau Michelin (altitude : 283 m), provenant du sud. Environ 640 m plus bas débute une série de rapides (altitude : 283 m) qui s'étendront sur 2 km sur la rivière Matawin ; ils sont désignés les rapides du Petit Chien, puis les rapides du Gros Chien. Les rapides se terminent à 282 m d'altitude à l'entrée d'un élargissement de la rivière formant un petit lac de 640 m de diamètre, comportant une petite île. Un pont de la route forestière enjambe la rivière Matawin vers le milieu de ces rapides. À 4,1 km au sud de la rivière Matawin, il y a un sommet de montant culminant à 519 m.

## Toponymie
Le toponyme rivière à la Chienne a été officialisé le 5 décembre 1968 à la Banque des noms de lieux de la Commission de toponymie du Québec. 